# Моттиа, Луи
Луи Моттиа (нидерл. Louis Mottiat; 6 июля 1888, Шатле, Бельгия — 5 июня 1972, Шарлеруа, Бельгия) — бельгийский профессиональный шоссейный велогонщик. 

## Достижения
1912
1-й — Этап 10 Тур де Франс
6-й Льеж — Бастонь — Льеж
1913
1-й Бордо — Париж
2-й Милан — Сан-Ремо
4-й Париж — Рубе
5-й Париж — Тур
1914
1-й Париж — Брюссель
1-й  Тур Бельгии — Генеральная классификация
1-й — Этапы 2, 3, 5 и 7
3-й Чемпионат Бельгии — Групповая гонка
4-й Париж — Рубе
9-й Бордо — Париж
1919
3-й Чемпионат Бельгии — Групповая гонка
5-й Париж — Брюссель
1920
1-й  Тур Бельгии — Генеральная классификация
1-й — Этапы 2 и 5
1-й — Этап 1 Тур де Франс
 Лидер в генеральной классификации после Этапа 1
2-й Чемпионат Бельгии — Групповая гонка
2-й Париж — Брюссель
3-й Бордо — Париж
5-й Тур Фландрии
1921
1-й Льеж — Бастонь — Льеж
1-й Париж — Брест — Париж
1-й — Этапы 1, 4, 5 и 7 Тур де Франс
 Лидер в генеральной классификации после Этапа 1
2-й Париж — Тур
3-й Чемпионат Бельгии — Групповая гонка
5-й Тур Фландрии
1922
1-й Льеж — Бастонь — Льеж
2-й Бордо — Париж
2-й Critérium des As
1923
3-й Бордо — Париж
1924
1-й Париж — Тур
1-й — Этап 8 Тур де Франс
5-й Тур Бельгии — Генеральная классификация
1925
1-й — Этап 3 Тур де Франс
8-й Тур Страны Басков — Генеральная классификация

### Гранд-туры
| Гранд-тур      | 1912 | 1913 | 1914 | 1915 | 1916 | 1917 | 1918 | 1919 | 1920 | 1921 | 1922 | 1923 | 1924 | 1925 |
| -------------- | ---- | ---- | ---- | ---- | ---- | ---- | ---- | ---- | ---- | ---- | ---- | ---- | ---- | ---- |
| Джиро д’Италия | —    | —    | —    | НП   | НП   | НП   | НП   | НП   | —    | —    | —    | —    | —    | —    |
| Тур де Франс   | НФ   | НФ   | НФ   | НП   | НП   | НП   | НП   | НФ   | НФ   | 11   | —    | —    | 18   | 31   |

| —  | Не участвовал               |
| НП | Соревнование не проводилось |
| НФ | Не финишировал              |